# Eklektor

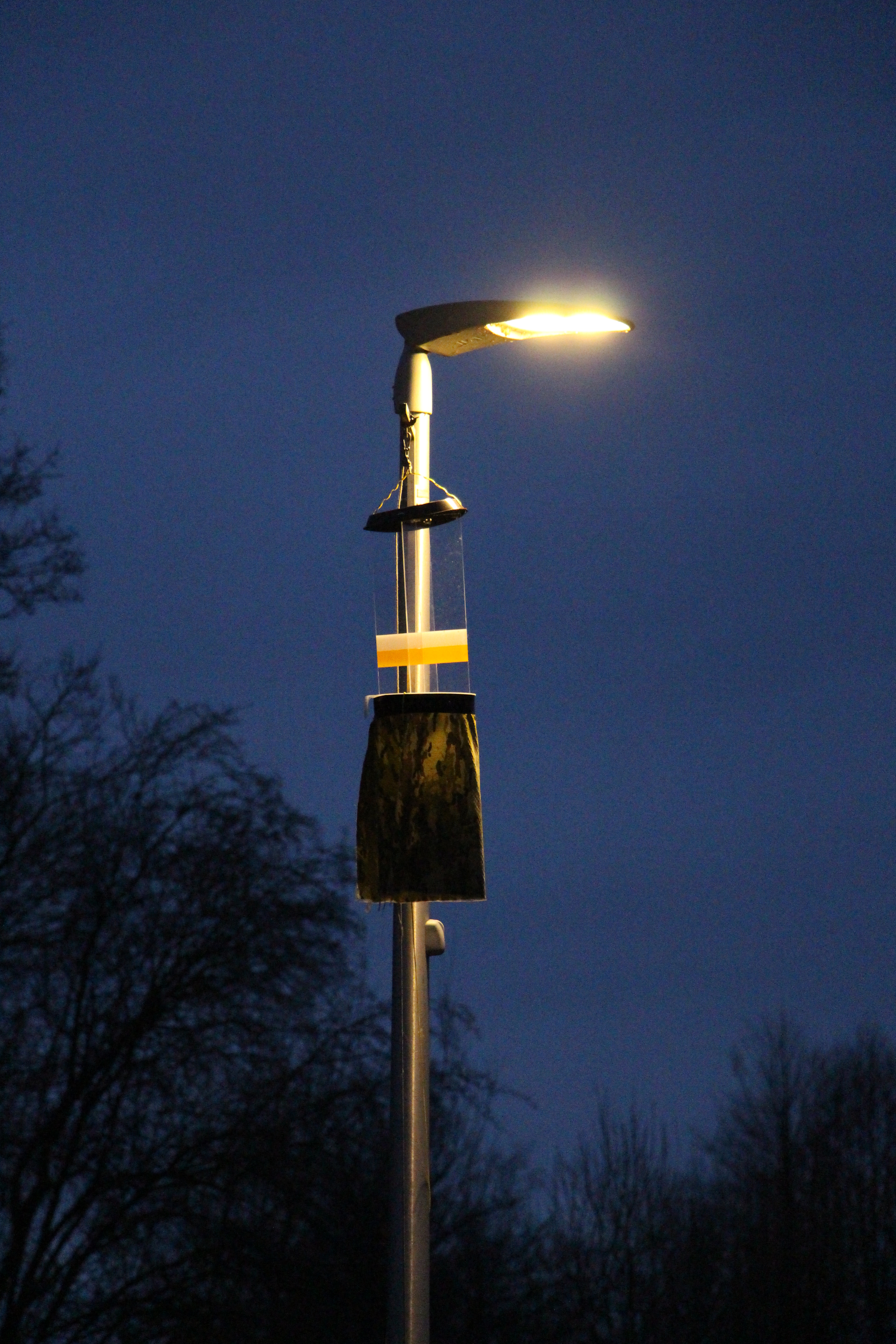
Flugeklektor in einem Forschungsprojekt zur Untersuchung der Auswirkungen von Lichtverschmutzung auf Fluginsekten

Ein Eklektor (von griech. eklegein = „auslesen“) ist eine Falle zum Fangen von Gliederfüßern wie Insekten oder Spinnen. Die spezifischen Typen von Eklektoren sind jeweils an die Lebensweise und Bewegungsart der Tiere angepasst, die mit ihnen gefangen werden sollen. Die mit den Eklektoren gefangenen Tiere können anschließend bestimmt und ausgezählt werden. Eklektoren gehören zu den sogenannten automatischen Fallen oder „Fangautomaten“, die, einmal im Gelände ausgebracht, ohne weitere Mitwirkung des Untersuchers Organismen sammeln und nur noch periodisch geleert werden müssen. Eklektoren können als Methode zur quantitativen Probennahme eingesetzt werden, das heißt nicht nur das Artenspektrum, sondern auch die Siedlungsdichte der untersuchten Organismen ermitteln.

## Boden-Eklektoren
Ein Boden-Eklektor ist eine meist kasten- oder zeltförmige Falle zum quantitativen Nachweis der aus einer bestimmten Bodenfläche schlüpfenden Insekten. Meist besteht er aus einem Rahmen mit aufgesetzter zeltartiger Konstruktion aus dunklem Material, die sich nach oben verjüngt, mit einer durchsichtigen Kopfdose, in der sich die aus dem Boden ausschlüpfenden und zum Licht strebenden, geflügelten Imagines bodenlebender Insekten sammeln und mit einer Fangflüssigkeit abgetötet werden. Da der Fallentyp die zum Licht strebende, phototaktische Reaktion der Insekten ausnutzt, wird er auch als Photo-Eklektor bezeichnet. Die mit einem Boden-Photoeklektor gefangenen Insekten sind sogenannte Stratenwechsler, die während ihres Lebenszyklus obligat irgendwann vom Stratum des Bodens in die höheren Straten (Feldschicht, Krautschicht oder Baumkronen) wechseln. Dies trifft auf die meisten bodenlebenden Insekten zu, die fast immer ein flugfähiges Ausbreitungsstadium besitzen. Ein Vorteil der Methode ist, dass vorwiegend Imagines gefangen werden, die meist besser bestimmbar sind als die im Boden lebenden Larvenstadien. Für die quantitative Erfassung wird der Eklektor über die gesamte Aktivitätsperiode (oder ein ganzes Jahr) stehen gelassen und die in dieser Zeit gemachten Fänge über die Zeit aufsummiert. Damit werden alle aus der Fallenfläche schlüpfenden Imagines erfasst. Ihre Häufigkeit kann anschließend anhand der Grundfläche der Falle hochgerechnet werden. Meist werden die aus Hartplastik bestehenden Wände des Eklektors im Boden eingegraben, um ein seitliches Entweichen zu verhindern. Außerdem wird zusätzlich oft noch eine Bodenfalle eingesetzt, um auf der Bodenoberfläche laufende Individuen zu erfassen.
Boden-Photoeklektoren gehören zur Standardmethodik vor allem bei der Untersuchung der Fauna von Wald-Ökosystemen. Eingeführt und umfangreich eingesetzt wurden sie beim Solling-Projekt zur Ökosystemforschung im Rahmen des Internationalen Biologischen Programms und seinen Nachfolgeprojekten. Mit einem einzelnen Boden-Photoeklektor von einem Quadratmeter Grundfläche wurden hier bis zu 10.000 Arthropoden pro Quadratmeter gefangen, die sich auf 870 Arten verteilen. Die Methode wird aufgrund des dadurch notwendigen Aufwands daher meist nur im Rahmen wissenschaftlicher Forschungsprogramme verwendet. Es gibt gelegentlich Einsätze im Rahmen angewandter Fragestellungen, etwa zum Nachweis von Schadschwellen des Eichenwicklers, eines Forstschädlings.

## Baum-Eklektoren
Ein Baum-Eklektor (auch Stammeklektor genannt) ist eine ringförmig um einen Baumstamm angebrachte, nach unten offene Fangeinrichtung. Meist besteht sie aus drei oder vier trichterförmigen Teilen, die sich nach oben in eine Fangdose ähnlich wie beim Boden-Eklektor verjüngen, und die gemeinsam den gesamten Stamm umfassen. Der Baum-Eklektor dient zum Fang stratenwechselnder Insekten, die ein Lebensstadium in den Baumkronen verbringen und zu deren Erreichung den Baumstamm hochlaufen oder dicht an ihm entlang fliegen. Baum-Eklektoren erfassen zahlreiche Arten der Zweiflügler, Schnabelkerfe, Springschwänze, Käfer und Spinnen, die aufgrund ihrer Lebensweise mit anderen Methoden nur schwer erfassbar sind und sind daher fast unerlässlich, wenn ein vollständiges Artenspektrum eines Waldökosystems angestrebt wird. Da fast alle mitteleuropäischen Arthropoden-Arten der Baumkronen in irgendeinem Entwicklungsstadium die Bodenschicht aufsuchen (z. B. zur Überwinterung), ist er auch nützlich, um die auf anderem Wege nur schwer erfassbare Fauna der Baumkronen zu ermitteln.

## Flugeklektoren
Flugeklektoren (auch Lufteklektoren genannt) sind eine Variante der Fensterfalle. Sie bestehen meist aus kreuzförmig angeordneten Plexiglasscheiben, die im rechten Winkel zueinander so fixiert werden, dass acht Fangflächen entstehen. Fliegende Insekten prallen gegen die Scheibe, fallen herunter und werden in einem trichterförmigen Sammeleinrichtung mit Sammelgefäß am Boden aufgefangen und hier abgetötet. Oft befindet sich am oberen Ende des Scheibenkreuzes ein weiterer Fangtrichter, um nach oben krabbelnde Insekten ebenfalls abzufangen. Lufteklektoren werden oft, an Seilen befestigt, in den Kronenraum von Wäldern hochgezogen, um die Fauna der Baumkronen zu untersuchen. Sie eignen sich besonders für flugaktive, schwärmende Arten. Bei der Untersuchung baumkronenbewohnender Käferarten liefert diese Methode im Methodenvergleich die höchsten Artenzahlen. Sie wurden ebenfalls im Solling-Projekt entwickelt und in großem Umfang eingesetzt.
Neben den beschriebenen Typen werden seltener weitere Bauformen von Eklektoren eingesetzt, beispielsweise Totholz-Eklektoren, bei denen eine Totholz-Probe in einen Eklektor eingebracht wird, um ausschlüpfende Insekten zu fangen. Dieselbe Technik wird auch bei der Untersuchung von Gewässern eingesetzt, hier aber als Emergenzsammelfalle (oder einfach Emergenzfalle) bezeichnet.